# Гласс, Картер
Картер Гласс (англ. Carter Glass; 4 января 1858 — 28 мая 1946) — американский политик, издатель, член Конгресса от Демократической партии, 47-й министр финансов США с 1918 по 1920 год.

## Биография
Картер Гласс, пятый из двенадцати детей в семье, родился в Линчберге, штат Виргиния. Его мать, Августа Элизабет Гласс, умерла, когда Картеру было два года, поэтому его сестра, старшая на десять лет, стала ему приёмной матерью. Отец Картера, Роберт Генри Гласс, владел издательством Lynchburg Daily Republican и был почтмейстером Линчберга. Во время Гражданской войны Роберт Гласс состоял в рядах армии Конфедерации.
Картер получил лишь элементарное образование и с 13 лет стал работать в газете своего отца. Тем не менее, он продолжил образование, читая труды Платона, Эдмунда Бёрка и Уильяма Шекспира. После того, как в Питерсберге Глассу отказали в работе репортёром, он возвращается в Линчберг и устраивается в офис железнодорожной компании.
В 1870 году Картер Гласс получает место репортёра в издании Lynchburg News. В 1877 году его повысили до редактора. В 1888 году, при финансовой поддержке друзей, ему удаётся купить газету. В последующие годы Гласс выкупил газету своего отца и стал единственным издателем газет в Линчберге.
Свою политическую карьеру Картер Гласс начинает в 1896 году, будучи делегатом на Национальном съезде Демократической партии, где впервые услышал выступление будущего Госсекретаря США Уильяма Дженнингса. В 1899 году Гласс становится сенатором штата Виргиния, с 1901 по 1902 год входит в Учредительное собрание штата Виргиния.
В 1902 году Гласс был избран в Палату представителей, где он до 1918 года представлял интересы демократов от штата Виргиния. В 1913 году Палата представителей назначает Картера председателем Банковско-Валютного комитета. Также, в 1913 году Гласс выступал за принятие закона о создании Федеральной резервной системы.
16 декабря 1918 года президент Вудро Вильсон назначил Картера Гласса в качестве преемника Уильяма Макэду на посту министра финансов. Эту должность Гласс занимал до 1 февраля 1920 года, когда его сменил Дэвид Хьюстон. После отставки с поста министра финансов Картер был избран на должность сенатора от штата Виргиния. В 1933 году поддерживает так называемый «Новый курс Рузвельта».